# Sialia currucoides
El azulejo de las montañas (Sialia currucoides) es un ave paseriforme de la familia de los túrdidos. Es un pájaro de tamaño medio de aproximadamente 18 cm en el caso de los machos adultos.

## Características físicas
Los ejemplares machos adultos poseen un color azul brillante. 
Los ejemplares hembras adultos tienen la cola y el pecho gris.

## Distribución
Esta especie se ubica en entornos abiertos que comprenden el noroeste de México el oeste de los Estados Unidos y el oeste de Canadá, además se incluyen dentro de este hábitat zonas de montañas y llega hasta bien al norte, casi tocando Alaska, también se encuentra en Colombia y Venezuela.

## Nidificación y grupos
Estos pájaros suelen anidar en cavidades o en cajas nidos. En áreas remotas, estos pájaros son menos afectados por la competencia por lugares de anidación naturales con otras aves azules.
Esta especie suele formar grupos en invierno.

## Alimentación
Estas aves se ciernen sobre el terreno y viajan a la captura de moscas y otros insectos. Principalmente comen insectos y bayas.

## Ave estatal
Esta ave está incluida dentro de la lista de aves de los estados de Idaho y Nevada.